# Wangen (Svizzera)
Wangen (toponimo tedesco) è un comune svizzero di 4 859 abitanti del Canton Svitto, nel distretto di March; si affaccia sul lago di Zurigo.

## Infrastrutture e trasporti
Wangen è servito dalla stazione di Siebnen-Wangen sulla ferrovia Zurigo-Ziegelbrücke-Näfels.